# Sabine Diao-Klaeger
Sabine Diao-Klaeger (* 1969) ist eine deutsche Romanistin.

## Leben
Von 1989 bis 1995 studierte sie Anglistik und Romanistik in Mannheim und Lyon. Nach der Promotion 2003 (cotutelle) in französischer Sprachwissenschaft an der Université Lumière Lyon 2 / Universität Mannheim war sie von 2004 bis 2010 wissenschaftliche Hochschulassistentin am Lehrstuhl für Romanische und Allgemeine Sprachwissenschaft der Universität Bayreuth, wo sie sich 2010 habilitierte. Seit 2013 ist sie Professorin für Romanistik mit dem Schwerpunkt Linguistik an der Universität Koblenz-Landau in Landau (heute Rheinland-Pfälzische Technische Universität Kaiserslautern-Landau).

## Schriften (Auswahl)
- La Lutine. Portrait sociostylistique d'un groupe de squatters à Lyon. Dissertation. Paris 2007, ISBN 978-2-296-03309-2.
- Diskursmarker. Eine Studie zum gesprochenen Französisch in Burkina Faso. Habilitationsschrift. Stauffenburgverlag, Tübingen 2018, ISBN 978-3-86057-117-0.